# Benimakia delicata
Benimakia delicata is een slakkensoort uit de familie van de Fasciolariidae. De wetenschappelijke naam van de soort is voor het eerst geldig gepubliceerd in 2003 door Vermeij & Snyder.